# Attraction paronymique
En étymologie, notamment en onomastique, l'attraction paronymique est l'effet de déformation qu'exerce un mot sur l'un de ses paronymes (c.-à-d. un quasi-homophone). L'attraction paronymique est à l'origine de nombreux toponymes dénaturés.
Phénomène populaire, l'attraction paronymique s'exprime généralement à travers le remplacement d'un vocable dont le sens n'est plus compris par un vocable désignant un nom (commun ou propre) ou un concept plus courant.
Par exemple, le Ruisseau-à-Rebours, un hameau situé en Haute-Gaspésie, au Québec, se dénommait originellement le Ruisseau à Harbour, en rapport avec Michel Harbour, pêcheur gaspésien du XVIIe siècle. La prononciation de « à Harbour » s'apparentant à celle de la locution adverbiale « à rebours », l'usage populaire a vraisemblablement déformé (par la syncope) le patronyme vers sa forme actuelle.
Autre exemple : une rue de la ville de Rome a pour nom Grotta perfetta (rue de la grotte parfaite). C'est une déformation populaire de Horti Praefecti, c'est-à-dire « parc du préfet », toponyme remontant à la Rome antique et désignant un terrain appartenant à un préfet romain. Dans le même ordre d'idées, on peut citer le cas de la  rue aux Ours (dans le IIIe arrondissement de Paris), ainsi que la rue aux Ours à Rouen, anciennement rue aux Oues, c'est-à-dire « rue aux oies », parce que de nombreux rôtisseurs d'oies y étaient installés autrefois.

## Voir
- Barbarisme
- Toponymes dénaturés
- Lemme
- Morphologie
- Étymologie populaire